# Tony Carey
Antony Laurence Carey (* 16. října 1953, Turlock, Kalifornie, Spojené státy) je americký klávesista a bývalý člen hard rockové skupiny Rainbow.
Když Tony Carey byl malé dítě, jeho rodiče si uvědomili, že má neuvěřitelný talent pro hudbu a nadšeně jej podporovali. Mladý Tony se stal multi-instrumentalistou. Začínal v kapele s názvem "Blessings", ve které byl až do roku 1975, kdy ho objevil Ritchie Blackmore a najal ho jako klávesistu do své skupiny "Rainbow". V roce 1977 po dvou úspěšných letech a dvou světových turné Tony Carey skupinu opustil. V roce 2009 byl členem Over the Rainbow.